# مو هيرسكوفيتش
مو هيرسكوفيتش (27 أكتوبر 1897 – 22 يوليو 1969) هو ملاكم كندي راحل، مثّل بلاده في الألعاب الأولمبية الصيفية 1920.

## روابط خارجية
مو هيرسكوفيتش على موقع بوكس ريك (الإنجليزية) (registration required)
- مو هيرسكوفيتش على موقع أوليمبيديا (الإنجليزية)